# قط جبلي صيني
القط الجبلي الصيني المعروف أيضًا باسم القط الصحراوي الصيني، هو نوع من جنس القطط ينتشر في غرب الصين، عرض على القائمة الحمراء للأنواع المهددة بالانقراض منذ عام 2002، حيث أن العدد الفعلي لهذه القطط قد يكون أقل من 10,000.